# Erfweiler-Ehlingen
Erfweiler-Ehlingen ist ein Ortsteil der Gemeinde Mandelbachtal im Saarpfalz-Kreis (Saarland).

## Geographie

### Lage
Erfweiler-Ehlingen liegt in einer hügeligen, landwirtschaftlich geprägten Landschaft des vorderen Bliesgaus im UNESCO Biosphärenreservates Bliesgau, eingebettet in einen Ausläufer des Pfälzisch-Saarländischen Muschelkalkgebietes. Der Ort wird vom Mandelbach durchflossen. Auf der Gemarkung Erfweiler-Ehlingens fließen dem Mandelbach vier Bäche zu: der Magersbrunnenbach, der Rittwiesbach, der Brühlbach und der Winkelbach. Die Gemarkungsfläche beträgt 692 ha, davon entfallen 125 ha auf Waldflächen und 482 ha auf landwirtschaftlich genutzte Flächen. Die restliche Fläche entfällt auf die Ortslage. Höchste Erhebung ist der Hölschberg mit 397 m, der tiefste Punkt (280 m) liegt am Mandelbach, an der Grenze zum Nachbarort Wittersheim.

### Nachbarorte
Nachbarorte von Erfweiler-Ehlingen sind südlich Wittersheim, südöstlich Rubenheim, nordöstlich Ballweiler, nördlich Aßweiler, nordwestlich Ommersheim und westlich Ormesheim.

## Geschichte
Am 1. Januar 1974 wurde Erfweiler-Ehlingen in die neue Gemeinde Mandelbachtal eingegliedert.

## Religion
Erfweiler-Ehlingen ist größtenteils katholisch. Die Katholiken gehören zur Pfarrei St. Mauritius, die dem Pfarrverband Blieskastel im Dekanat Saarpfalz zugeordnet ist, das wiederum ein Teil des Bistums Speyer ist.
Die evangelischen Christen gehören zur protestantischen Kirchengemeinde Ensheim, die auch über eine Kirche in Ormesheim verfügt, in der mindestens einmal im Monat Gottesdienste stattfinden.

## Politik

### Ortsrat
Sitzverteilung im Ortsrat:
- SPD 5 Sitze
- CDU 4 Sitze

(Stand: Juli 2024)

### Ortsvorsteher
Seit 7. November 2023 ist Rainer Grün (SPD) Ortsvorsteher. Er wurde am 5. Juli 2024 durch die Mitglieder des Ortsrates gewählt. Sein Stellvertreter ist Hans Peter Heinke (SPD).
Von 2014 bis 2023 war Michael Abel (SPD) Ortsvorsteher.

Von 1994 bis 2014 war Benno Bubel (CDU) Ortsvorsteher.

Von 1974 bis 1994 war Reinhold Siegrist (CDU) Ortsvorsteher.

### Wappen

Ehemaliges Gemeindewappen

Blasonierung des ehemaligen Gemeindewappens:
„Unter silbernem Schildhaupt, darin ein durchgehendes rotes Kreuz, in Blau ein silberner Pfahl, begleitet rechts von einem goldenen Rundturm mit Kegeldach, schwarzer Tür und schwarzem Fenster, links von einem goldenen Mühlstein.“

## Kultur und Sehenswürdigkeiten
Erfweiler-Ehlingen hat auf Landesebene im Wettbewerb Unser Dorf hat Zukunft in den Jahren 2003 und 2012 die Silbermedaille und in den Jahren 2005 sowie 2015 die Goldmedaille erreicht. 2007 und 2016 stand der Ort im Bundesentscheid. Am 25. Januar 2008 und am 27. Januar 2017 wurde dem Ort in Berlin im Rahmen der Grünen Woche jeweils die Silbermedaille für die Teilnahme am Bundeswettbewerb „Unser Dorf hat Zukunft“ verliehen.
Besonders zu beachten: Kirche St. Mauritius mit Rundturm (12. Jahrhundert), Josefkapelle mit " Sieben Schmerzen Mariens"-Stationen, Tagelöhnerhaus, prämiertes Bauernhaus Welsch.
Weitere Sehenswürdigkeiten in der Umgebung: das Kulturlandschaftszentrum „Haus Lochfeld“ (auf der Gemarkung Wittersheim), die Naturbühne Gräfinthal (auf der Gemarkung Bliesmengen-Bolchen), der Optische Telegraf (auf der Gemarkung Biesingen) und das Haus der Dorfgeschichte in Bliesmengen-Bolchen.

### Regelmäßige Veranstaltungen
- 19. März: „Josefstag“ zu Ehren des Hl. Josef
- März: Turnier „Unser Dorf kegelt“[5]
- 30. April / 1. Mai: Aufstellung des Maibaumes am Feuerwehrhaus mit Maifest der Freiwilligen Feuerwehr
- Frühlingsfest mit Boule-Turnier des Fußball-Clubs an Christi Himmelfahrt
- Trofeo Karlsberg (Die Gemeinde Mandelbachtal ist Partner dieses jährlich am Wochenende nach Fronleichnam stattfindenden Junioren-Weltcup-Radrennens.)
- August: Beach-Turnier des Jugendclubs
- letztes Wochenende im August: Dorffest „Rund um den Römerturm“
- Martinsfeier
- 1. Adventswochenende: Advent in der Brennerei mit Weihnachtsmarkt
- kurz vor Weihnachten: X-Mas-Warm-Up des Jugendclubs

### Vereine und Verbände
- AG Kinder und Jugend im Dorf
- Chor Querbeat
- Dorfverein
- Förderverein der Arnold-Rütter-Schule
- Förderverein der Freiwilligen Feuerwehr
- Förderverein Josefkapelle
- Freiwillige Feuerwehr
- Fussballclub
- Jugendclub
- Karateverein
- Kirchenchor
- Kneippverein
- Musikverein
- Natur- und Vogelschutzverein
- Obst- und Gartenbauverein
- Pensionärverein
- Theaterverein

## Denkmäler

### Ehrenmäler
| Gefallenenehrenmal Erster Weltkrieg | Gefallenenehrenmal Zweiter Weltkrieg |
|                                     |                                      |

### Baudenkmäler
| Denkmal:                          | Abbildung: | Beschreibung:                                                         | Errichtet:      | Koord.:                         |
| --------------------------------- | ---------- | --------------------------------------------------------------------- | --------------- | ------------------------------- |
| Wegekreuz                         |            | Auf dem Hüwel 15                                                      | Jahr 1778       | 49° 11′ 46,3″ N, 7° 10′ 39″ O   |
| Bauernhaus                        |            | Umfassungsmauer mit Gewölbekeller und Hühnerstall, Ballweilerstraße 6 | Jahr 1850       | 49° 11′ 45,5″ N, 7° 11′ 15,6″ O |
| sog. Schusterhaus                 |            | Wohnhaus, Ballweilerstraße 11                                         | Jahr 1729       | 49° 11′ 47,5″ N, 7° 11′ 15,4″ O |
| Bauernhaus                        |            | Rubenheimer Straße 49                                                 | um 1870         | 49° 11′ 49,2″ N, 7° 10′ 48,4″ O |
| Bauernhaus                        |            | Rubenheimer Straße 52                                                 | Jahr 1816       | 49° 11′ 47,2″ N, 7° 10′ 42,2″ O |
| Tagelöhnerhaus                    |            | Straße am Römerturm 19                                                | 19. Jahrhundert | 49° 11′ 50,1″ N, 7° 11′ 11,1″ O |
| kath. Pfarrkirche „St. Mauritius“ |            | mit angebautem Römerturm (Rundturm), Straße am Römerturm              |                 | 49° 11′ 47,3″ N, 7° 11′ 13,8″ O |
| Alte Schule                       |            | Straße am Römerturm 7                                                 | 1878–1879       | 49° 11′ 46,1″ N, 7° 11′ 9,6″ O  |

### Geschützte Landschaftsbestandteile
| Bezeichnung                    | Beschreibung | Koord.                          |
| ------------------------------ | --- | ------------------------------- |
| Feuchtbrache Am Mühlenberg     | Feuchtgebiet GLB Feuchtbrache Am Mühlenberg (PDF; 344 kB), abgerufen am 23. November 2017                       | 49° 11′ 47,4″ N, 7° 9′ 40″ O    |
| Jägerspfuhl auf dem Hölschberg | Feuchtgebiet Jägerspfuhl auf dem Hölschberg (PDF; 393 kB), abgerufen am 23. November 2017                       | 49° 12′ 37,5″ N, 7° 11′ 58,5″ O |
| Steinbruch am Sommerberg       | Kalkhalbtrockenrasen, Wiese, Gehölze GLB Steinbruch am Sommerberg (PDF; 221 kB), abgerufen am 23. November 2017 | 49° 11′ 24,7″ N, 7° 11′ 13,9″ O |

### Wittelsbacher-Denkmal

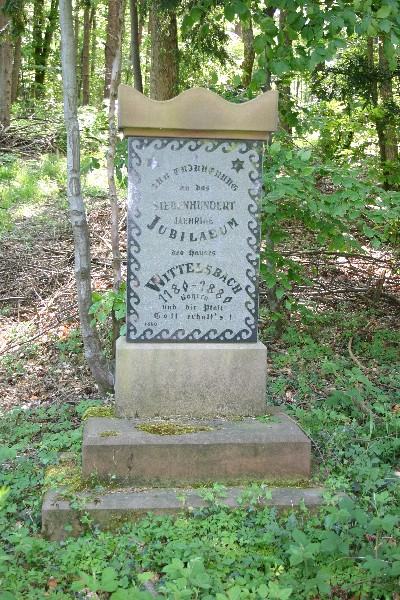
Steht oberhalb der Schornwaldhütte an der Straße in Richtung Rubenheim

Im Jahre 1880 wurde das 700-jährige Jubiläum des Hauses Wittelsbach gefeiert. Etwa 100 m oberhalb der Schornwaldhütte an der Straße nach Rubenheim erinnert eine Gedenktafel an diese Feierlichkeit. Bei der Gedenktafel handelt es sich um eine Rekonstruktion.

## Wirtschaft und Infrastruktur
Erfweiler-Ehlingen ist eine ausgesprochene Wohn- und Pendlergemeinde. Die meisten Berufstätigen arbeiten in der Region Saarbrücken, St. Ingbert und Homburg.

### Öffentliche Einrichtungen
Erfweiler-Ehlingen verfügt über folgende öffentliche Einrichtungen: freiwillige Ganztagsgrundschule, Kinderspielplätze, Mandelbachhalle, Friedhof, Einsegnungshalle, Katholische Kirche St. Mauritius, Pfarrbücherei, Jugendclub, Feuerwehrhaus, Sportheim, Tennisplätze, Bolzplatz, Nordic-Walking-Park, Brennerei, Hölschberg-Bauschuttdeponie, Beach-Volleyballplatz, Wassertretanlage an der Rubenheimer Straße.

### Verkehr
Erfweiler-Ehlingen ist an die Bundesstraße 423 angebunden, die westlich am Ort vorbeiführt. Über die Landstraße 231 besteht eine Verbindung nach Rubenheim (Gemeinde Gersheim).

## Persönlichkeiten
- Milena Fischer, Fußballspielerin, U17 Europameisterin 2019
- Hans-Günter Grund, ein ehemaliger deutscher Fußballspieler
- Jutta Maria Herrmann, Schriftstellerin